# Орсара ди Пуля
Орса̀ра ди Пу̀ля (на италиански: Orsara di Puglia) е село и община в Южна Италия, провинция Фоджа, регион Пулия. Разположено е на 635 m надморска височина. Населението на общината е 2813 души (към 2010 г.).
До 1927 г. общината е част от провинция Авелино.